# پروین ملکوتی
پروین ملکوتی (زاده ۸ دی ۱۳۱۷ – درگذشته ۱۰ مهر ۱۳۸۱) بازیگر و دوبلور ایرانی بود.

## فعالیت هنری
پروین ملکوتی فارغ‌التحصیل هنرستان هنرهای دراماتیک بود و از سال ۱۳۳۵ وارد کار تئاتر شد. او بازیگری سینما را در سال ۱۳۴۹ با فیلم «رضا موتوری» به کارگردانی مسعود کیمیایی آغاز کرد. از سال ۱۳۴۱ به کار دوبله فیلم روی آورد. صدایش بسیار مقتدر بود و با صورتش هماهنگی بی نظیری داشت. از مجموعه‌های تلویزیونی خارجی که در آن گوینده بوده، می‌توان به «محله پیتون»، «خانه کوچک»، «دنیای براکن»، «تسخیر زمین»، «قصه‌های جزیره»، «رؤیای سبز»، «مزرعه پامفیلد» و «پزشک دهکده» اشاره کرد. بازیگر و سرپرست گویندگان مجموعه تلویزیونی «خانه قمر خانم» به کارگردانی بهمن فرمان‌آرا بود.
به‌یادماندنی‌ترین هنرنمایی وی در مجموعه تلویزیونی «سریال دایی‌جان ناپلئون» به کارگردانی ناصر تقوایی در نقش عزیزالسلطنه (با صدای خودش) بود.

## فیلم‌شناسی

### سینمایی
- شهر شراب (۱۳۵۵)
- میراث (۱۳۵۵)
- رقیب (۱۳۵۴)
- ماشین مشتی ممدلی (۱۳۵۳)
- تنها و گل‌ها (۱۳۵۲)
- عروس و مادر شوهر (۱۳۵۲)
- مصطفی لره (۱۳۵۲)
- خانه قمر خانم (۱۳۵۱)[۴]
- مستأجر (۱۳۵۱)
- مرغ تخم‌طلا (۱۳۵۱)
- یک چمدان سکس (۱۳۵۰)
- ماه پیشونی (۱۳۵۰)
- رضا موتوری (۱۳۴۹)
- خشت و آینه (۱۳۴۳)

### تلویزیونی
- دایی‌جان ناپلئون (۱۳۵۵)
- زیر بازارچه (۱۳۵۲)
- خانه قمرخانم (۱۳۵۰–۱۳۴۷)

### دوبله
- ربه‌کا (فلورنس بیتس)
- خون و شن (آلا نازیمووا)
- فروشگاه بزرگ (مارگارت دومانت)
- سراسر شب (جودیت اندرسون)
- گذرگاه تاریک (اگنس مورهد)
- مردان خشن (باربارا استانویک)
- هلن تروآ (نورا سوینبورن)
- درخت زندگی (روت اتاوی)
- هرکول و ملکه لیدیا (سیلویا لوپز)
- گرگ‌های جوان (پرل بیلی)
- مامان فشنگی (شلی وینترز)
- کنتس دراکولا (اینگرید پیت)
- لیدی کارولین لمب (پاملا براون)
- زورو (آدریانا آستی)
- دکتر بلک، آقای هاید (رزالیند کش)
- عروس فرنگی (مهری مهرنیا)
- سالار مردان (حمیده خیرآبادی)
- رضا موتوری (پروین ملکوتی)
- ماه پیشونی (پروین ملکوتی)
- کیفر (مهری ودادیان)
- محله پیتون (استلا چرناک)
- خانه کوچک (هریت اولسون)
- رؤیای سبز (ماریلا کاتبرت)
- قصه‌های جزیره (راشل لیند)
- مزرعه پامفیلد (ایژا)
- خانه قمرخانم (قمر خانم)
- دایی‌جان ناپلئون (عزیزالسلطنه)
- پهلوانان نمی‌میرند (فاطمه طاهری)